# レイトショー
「レイトショー」とは映画の上映開始時刻が夜20時台ないし21時以降で、上映終了時刻が概ね深夜23時前後に及ぶ上映回のことである。なおレイトショーの前の上映回をトワイライトショー、後の上映回をスーパーレイトショーやミッドナイトショーと呼ぶこともある。

## 歴史
1980年代までは先行ロードショーなどの特別興行を除き、日本国内ではレイトショーは一般的ではなかった。一方、アメリカでは常時レイトショーを行うことに対し積極的であり、1989年には日本の興行界に対してアメリカ映画協会（MPAA）がレイトショーの拡大を進言している。
1990年代からシネマコンプレックスの展開に伴い、常時レイトショーを行うことが一般的になっていった。

## 条例
各都道府県の青少年保護育成条例（正式名称はそれぞれで異なる）によって、一定年齢未満の者が深夜に映画館に入場することは禁止されている（ただし、地域や映画館によっては保護者同伴での入場については認められる場合がある）。大抵の場合、条例の基準は「上映開始時刻」ではなく「上映終了時刻」である。ただし、条例のない長野県（一部地域を除く）では各映画館の裁量に委ねられている。
例えば大阪府の場合、「16歳」未満の者は、上映終了時刻が「19時」以降となる上映には保護者同伴が「必須」となる。また「18歳」未満の者は、上映終了時刻が「22時」以降である場合、保護者同伴であっても入場できない。ただしこれは比較的厳格な例であり、18歳未満の者は、上映終了時刻が23時以降になる回への入場はできないというのが大体の基準となっている。